# Botschaft Nigers in Berlin

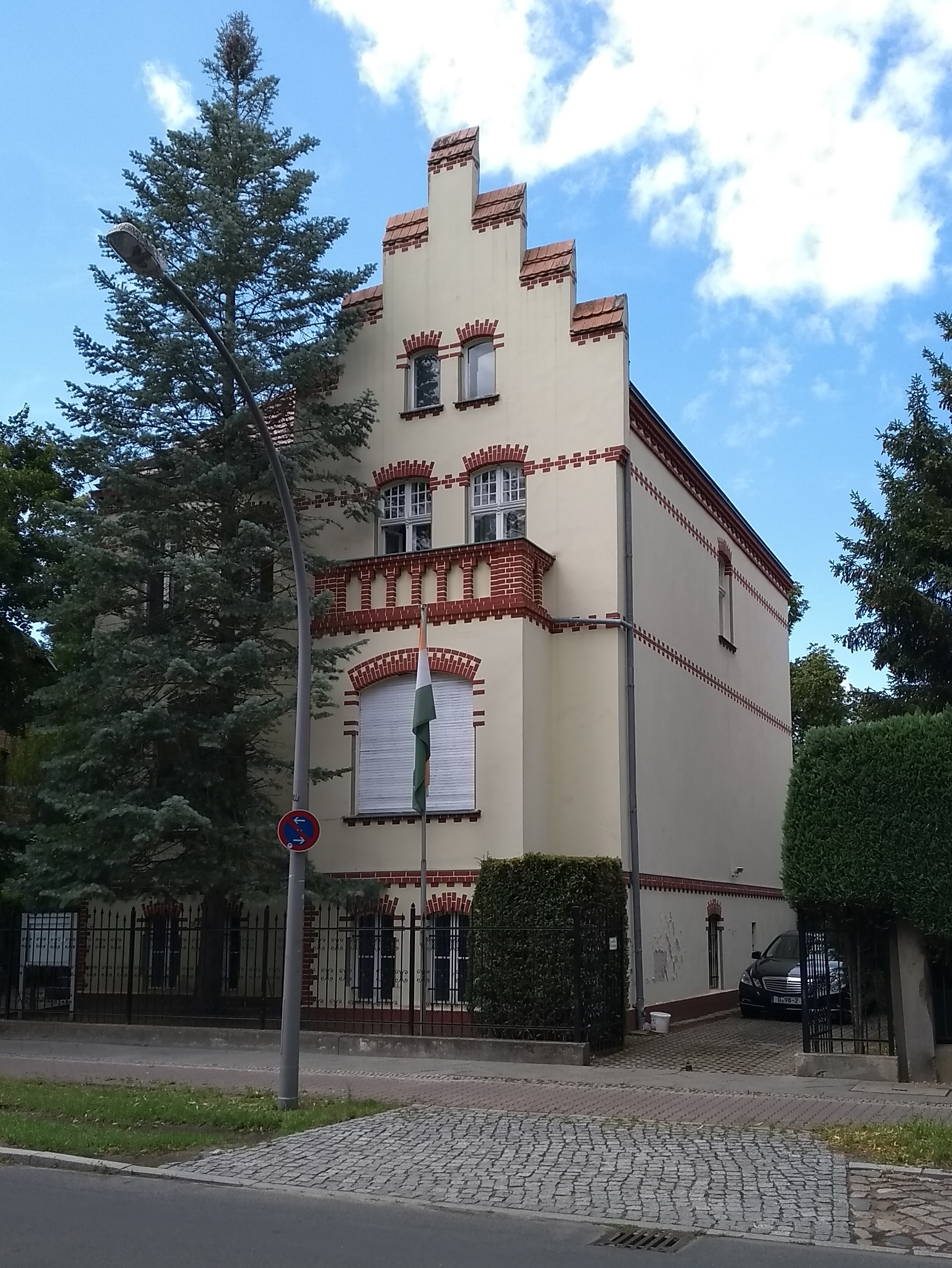
Botschaftsgebäude Machnower Straße 24

Die Botschaft Nigers in Berlin ist die diplomatische Vertretung der Republik Niger in Deutschland. Sie hat ihren Sitz in der Machnower Straße 24 im Ortsteil Zehlendorf des Bezirks Steglitz-Zehlendorf.
Botschafter ist seit dem 16. August 2019 Souleymane Issakou.
Niger unterhält Honorarkonsulate in Hamburg und Stuttgart.

## Geschichte der diplomatischen Beziehungen
Die ehemalige französische Kolonie Niger wurde am 3. August 1960 unabhängig. Am 11. Januar 1963 nahmen der neue Staat und die Bundesrepublik Deutschland diplomatische Beziehungen auf. Die Botschaft Nigers hatte ihren Sitz in der Dürenstraße 9 in Bonn-Bad Godesberg. Wegen des Umzugs von Bundestag und Regierung nach Berlin verlegte auch sie ihren Sitz in die neue deutsche Hauptstadt. Sie befindet sich in der Machnower Straße 24 im Ortsteil Zehlendorf.
Seit dem 4. März 1975 bestanden diplomatische Beziehungen zwischen Niger und der DDR. Der Botschafter Nigers in Moskau war in der DDR zweitakkreditiert.

## Botschafter (seit 2012)
- 2012, 24. Februar: Aminatou Gaoh[6]
- 2016, 2. März: Boubacar Boureima[7]
- 2019, 16. August: Souleymane Issakou[8]

## Gebäude
Das Botschaftsgebäude ist eine dreistöckige Villa in der Machnower Straße 24 in Berlin-Zehlendorf.